# Długi deszczowy tydzień
Długi deszczowy tydzień – powieść młodzieżowa Jerzego Broszkiewicza. Jej pierwsze wydanie ukazało się w 1966 r. nakładem wydawnictwa „Nasza Księgarnia” z ilustracjami Ewy Salamon. Książka jest drugą częścią cyklu przygód Iki i Groszka napisanych przez Broszkiewicza.

## Fabuła
Grupa młodzieży nudzi się na wakacjach na wsi, więc wynajduje sobie zajęcie – bohaterowie postanawiają zabawić się w detektywów. Nie wiedzą, że nie będzie to tylko zabawa. W okolicy (przy współudziale bohaterów) zostaje dokonane cenne odkrycie, które wzbudza zainteresowanie złodziei i handlarzy sztuką. Ze starej kapliczki znika obraz ludowego artysty z XV wieku, a młodzi wyruszają na jego poszukiwania.

### Bohaterowie
- Ika – bohaterka znana czytelnikom z powieści Wielka, większa i największa
- Kasia – nazwana jest z racji uzdolnień w przedmiotach ścisłych Albertem (na cześć Einsteina)
- Groszek – bohater znany czytelnikom z powieści Wielka, większa i największa
- Włodek – przystojny czternastolatek, flirtujący z Kasią
- Pacułka – najmłodszy z bohaterów, uwielbia jeść i jest wyjątkowo małomówny, choć bardzo inteligentny.

## Odbiór
W 1979 Stanisław Frycie pozytywnie ocenił książkę, pisząc, że "sensacyjna akcja trzyma czytelnika w napięciu, a zabawne sceny obyczajowe i nieporozumienia są źródłem humoru". Po latach, pisząc w 2007, powtórzył swoją pozytywną ocenę tej książki, zauważając, że jest to powieść sensacyjno-kryminalna dla młodzieży, obfitująca w zaskakujące i sensacyjne przygody, a także w "zabawne, nasycone dobrym humorem, sceny obyczajowe".

## Wydania, tłumaczenia i adaptacje
Powieść miała do roku 1991 sześć wydań; przetłumaczono ją także na j. słowacki (Dlhy daźdivy tyźden, 1984), j. ukraiński (1975) i j. węgierski (Egesz heten esni fog, 1974).
Powieść doczekała się adaptacji teatralnej (Teatr Polski we Wrocławiu, 1969) oraz telewizyjnej pt. "Detektywi na wakacjach" (1979).

### Wydania
- wyd. I, ilustr. Ewa Salamon, seria „Klub Siedmiu Przygód”, „Nasza Księgarnia”, Warszawa 1966 r.
- wyd. II, ilustr. Ewa Salamon, seria „Klub Siedmiu Przygód”, „Nasza Księgarnia”, Warszawa 1971 r.
- wyd. III, ilustr. Ewa Salamon, seria „Biblioteka Młodych”, „Nasza Księgarnia”, Warszawa 1977 r.
- wyd. IV, ilustr. Ewa Salamon, seria „Klub Siedmiu Przygód”, „Nasza Księgarnia”, Warszawa 1983 r., ISBN 83-10-08314-9.
- wyd. V, ilustr. Ewa Salamon, seria „Klub Siedmiu Przygód”, „Nasza Księgarnia”, Warszawa 1986 r., ISBN 83-10-08314-9.
- wyd. VI, ilustr. Ewa Salamon, seria „Klub Siedmiu Przygód”, „Nasza Księgarnia”, Warszawa 1991 r., ISBN 83-10-08314-9.
- opr. graf. Agata Leman, „Świat Książki”, Warszawa 1997 r., ISBN 83-7129-944-3.
- wydawnictwo Philip Wilson, Warszawa 1999 r., ISBN 83-87571-67-9.

### Tłumaczenia
- na język słowacki: Dlhý daždivý týždeň, tłum. Peter Čačko, ilustr. Martin Kellenberger, wyd. Mladé Letá, seria „Klub Mladých Čitatelov”, Bratysława 1984 r.[6]
- na język węgierski: Egesz héten esni fog?: regény, tłum. István Varsányi. wyd. Móra, Budapeszt 1974 r.[7]
- na język ukraiński: Довгі дощову тиждень, tłum. Olga Ljenìk, wyd. „Veselka”, Kijów 1975 r.[8]

## Analiza

### Powiązania z poprzednią powieścią
Chociaż Długi deszczowy tydzień nawiązuje (poprzez głównych bohaterów - Ikę i Groszka) do wcześniejszej powieści Wielka, większa i największa, ma zupełnie inny charakter. Pierwsza powieść zalicza się do dziecięcej fantastyki o charakterze baśniowym (choć współczesnym) i z licznymi elementami wychowawczymi, pozytywnie odebranymi przez krytykę (krytyka zimnej wojny i wyścigu zbrojeń), natomiast Długi deszczowy tydzień jest całkowicie realistyczną powieścią przygodowo-detektywistyczną i napisany jest z myślą o starszym czytelniku (kilkunastoletnim), podobnie jak starsi o kilka lat są główni bohaterowie.
W Długim deszczowym tygodniu wspominany jest sam autor jako dziennikarz, pisarz i ojciec Groszka. Groszek m.in. wymienia z nim telegramy, a jeden z kolegów zwraca się do Groszka słowami dotyczącymi jego ojca „Mało ci, że już kiedyś was opisał?” – co jest też aluzją do poprzedniej powieści. Jerzy Broszkiewicz nie miał syna,; Groszek to alter ego autora, gra słów od jego dziecięcego przezwiska – Broszka, natomiast jego córka Irena jest pierwowzorem powieściowej Iki.